# Bügelverschluss

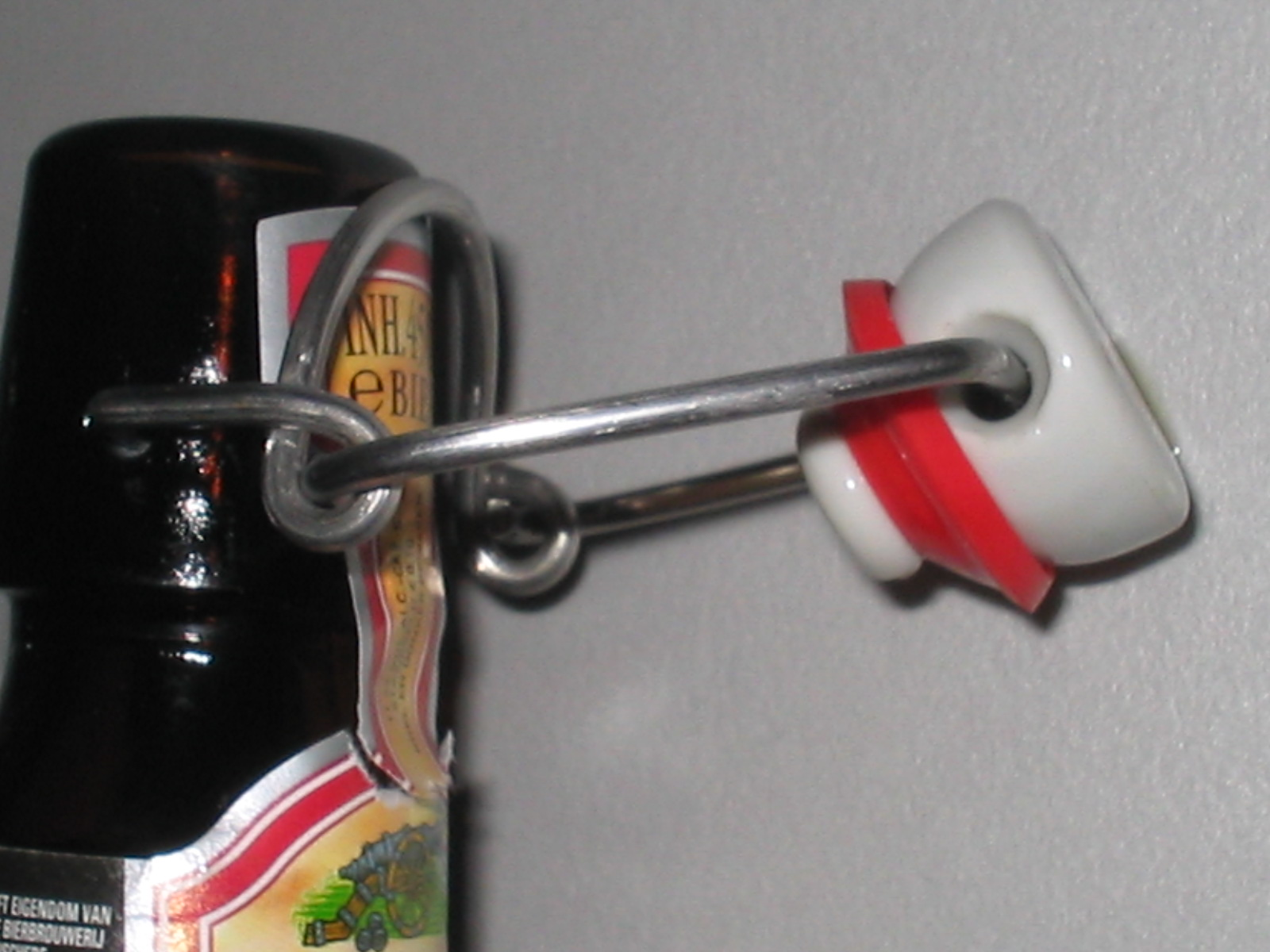
Bügelverschluss

Benutzung eines Bierbügels

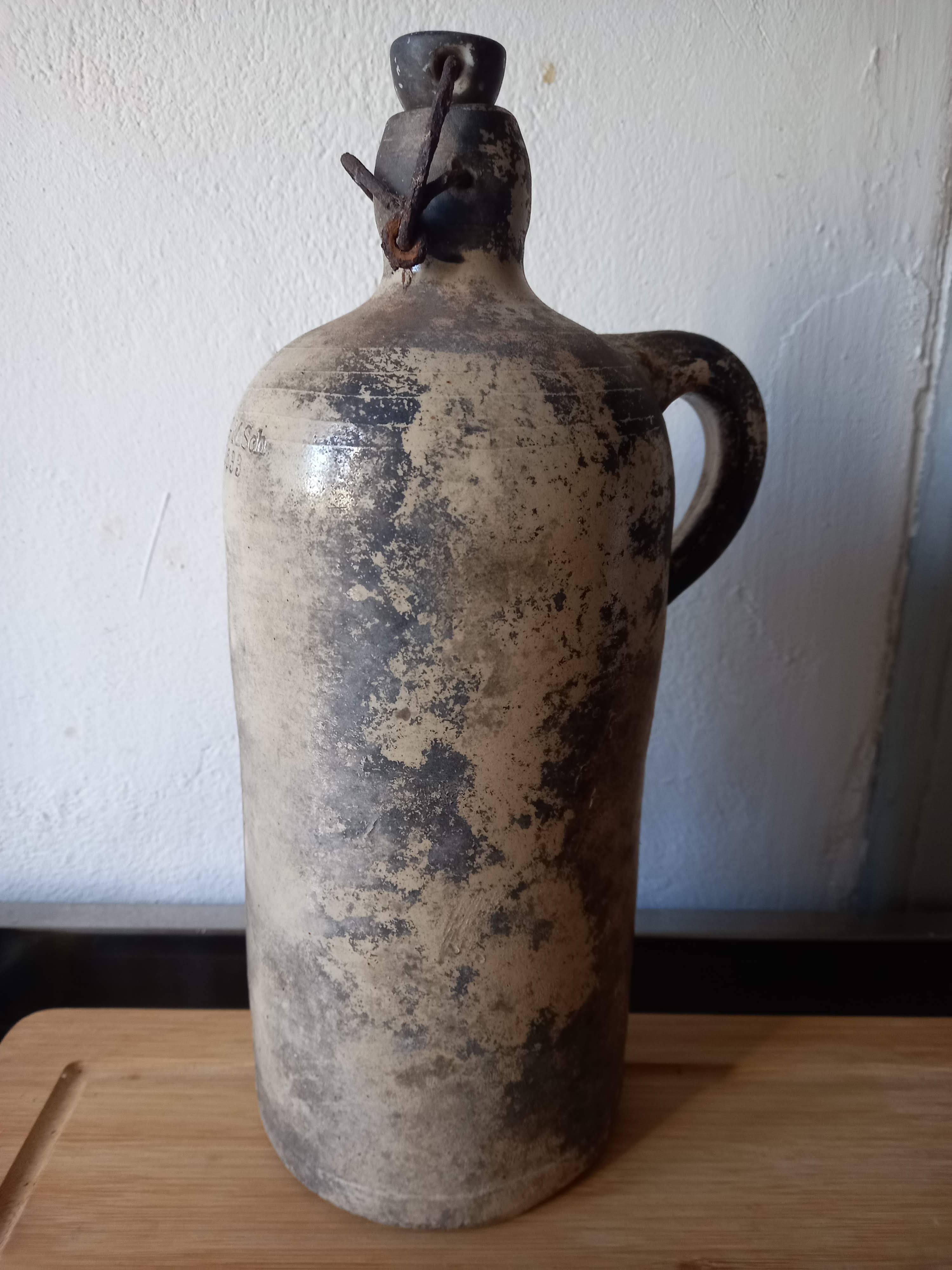
Steingut-Bügelverschlussflasche um 1900

Der Bügelverschluss ist ein mit einer Drahtfeder und dem Kniehebelprinzip dicht schließender, meist aus Porzellan hergestellter Zapfen mit einem Gummidichtungsring, vorwiegend zum Verschließen von Getränkeflaschen, die aufgrund ihres Kohlensäuregehaltes unter Druck stehen. Das Öffnen und Verschließen kann beliebig oft von Hand erfolgen und bedarf keines Hilfsmittels wie eines Flaschenöffners.
Um die Tauschbarkeit des Bügelverschlusses sicherzustellen, sind die Form und die wichtigsten Maße des Bügelverschlusses in der Norm DIN 5097 festgelegt.

## Entwicklung

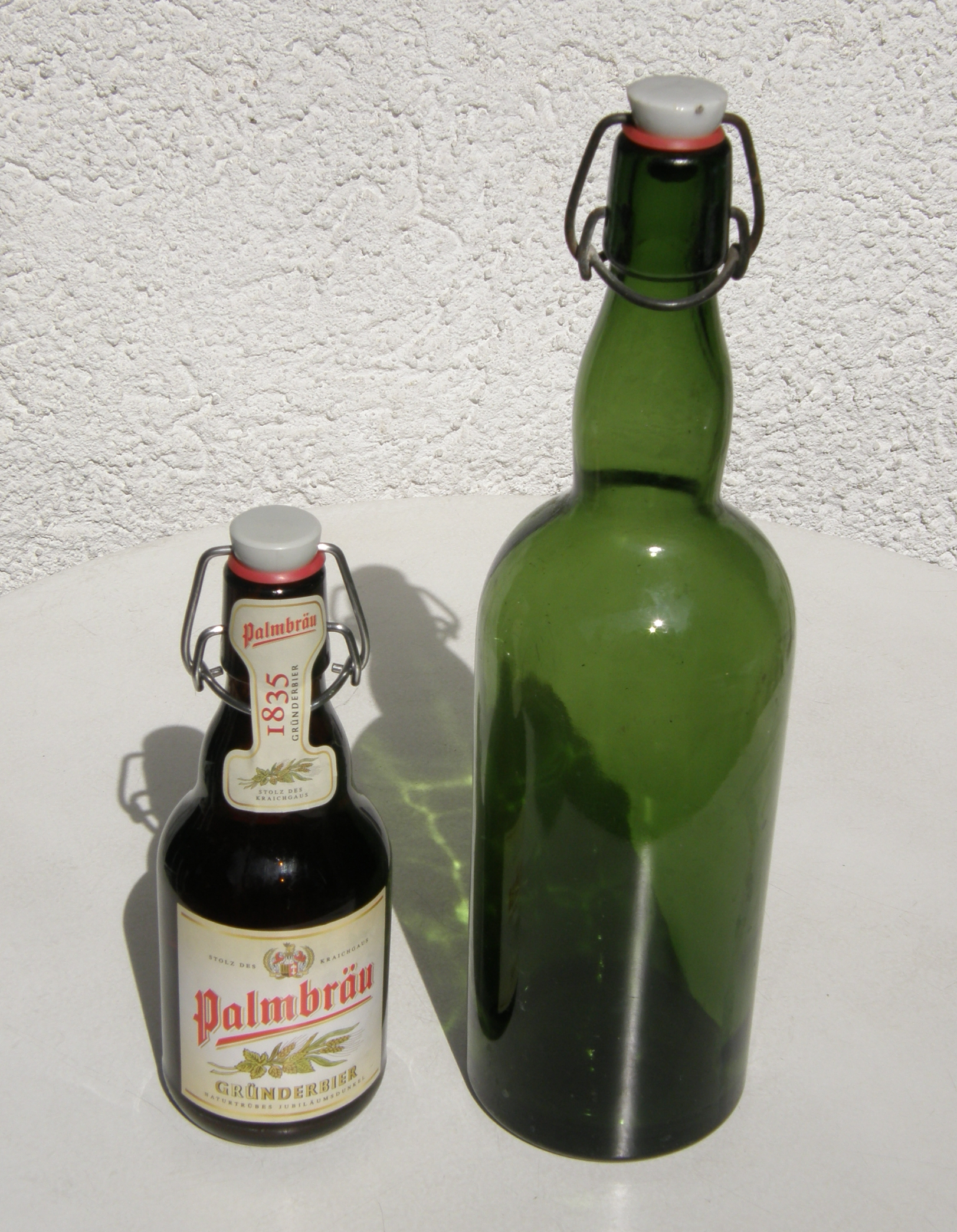
Bügelflasche 0,33 und eine alte Grünglas-Bügelflasche mit einem Liter Inhalt

Vor der Erfindung der Bügelflasche gab es neben den Flaschen aus Ton seit 1780 bereits Glasflaschen, diese waren meist grün, ab etwa 1800 auch braun, mundgeblasen und bis dahin meistens mit Korkzapfen verschlossen, die mühsam zu öffnen waren.
Die ersten Drahtbügel wurden mit einer Manschette am Flaschenhals befestigt. Ab 1885 wurden im Flaschenglas zwei gegenüberliegende Vertiefungen angebracht, in denen der Bügel sicher verankert werden konnte. Erfunden wurde der Bügelverschluss im Jahr 1875. Es gibt allerdings unterschiedliche Auffassungen über den eigentlichen Erfinder. In den USA erhielt Charles de Quillfeldt am 5. Januar 1875 ein Patent für den Bügelverschluss mit der Patentnummer 158406.
In Deutschland wurde die Erfindung des Berliners Carl Dietrich 1877 von dem Berliner Nicolai Fritzner weiterentwickelt, der eine Fabrik für Bügelverschlüsse gründete.
Damit wurden die bis dahin wenig erfolgreichen Versuche beendet, Ton- und Glasflaschen mit dem schäumenden Bier transportsicher zu verschließen, weder Korken noch Gummizapfen konnten ohne zusätzliche Sicherung mit Schnur oder Draht dem inneren Druck der Kohlensäure im Bier ausreichend standhalten.

### Klappverschluss

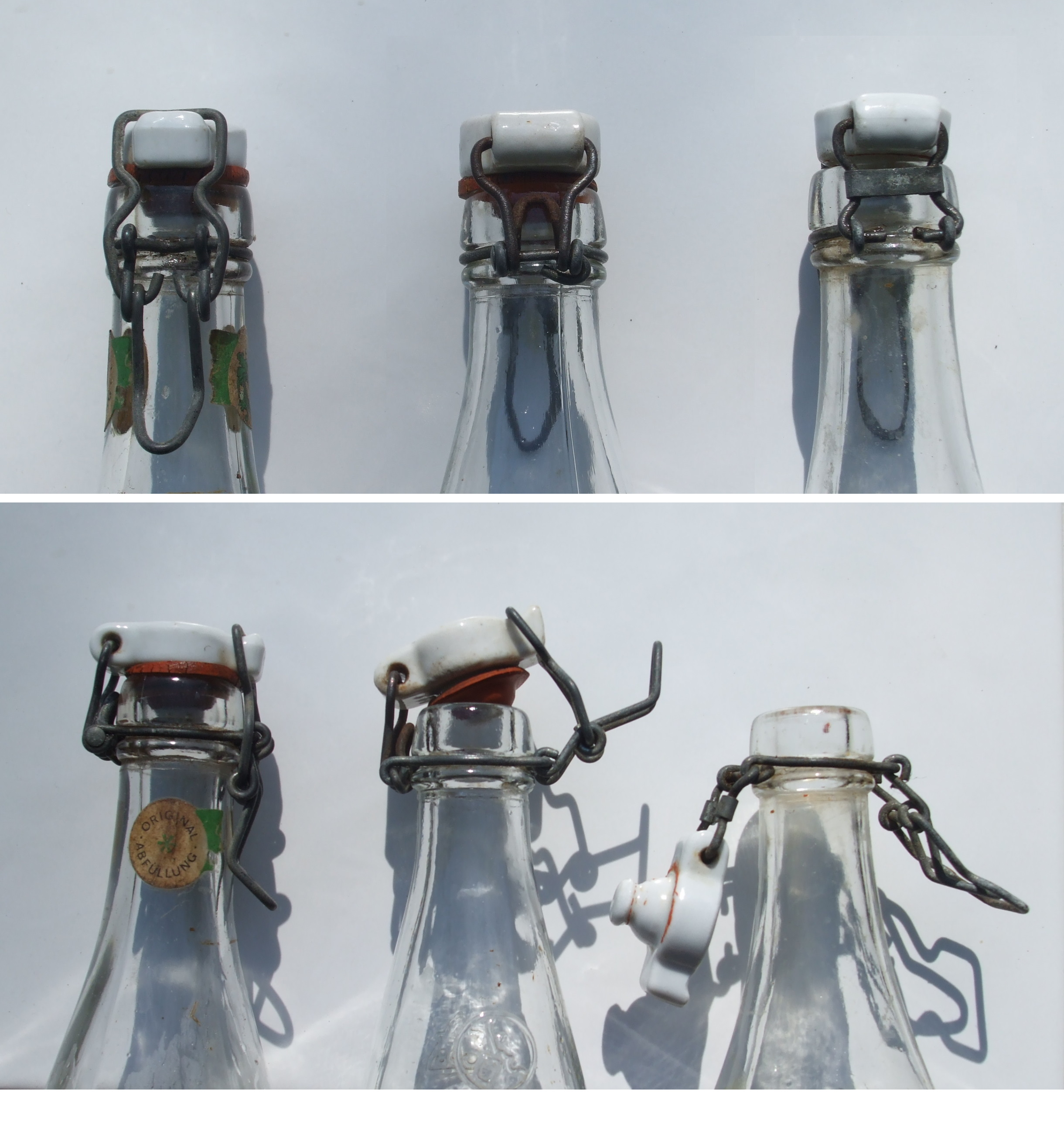
Alte Mineralwasserflaschen des Deutschen Brunnen mit Klappverschluss nach Otto Kirchhof (oben: Ansicht von Front- und Rückseite; unten: Seitenansicht des Schließvorgangs, rechts jeweils ohne Dichtungsgummi)

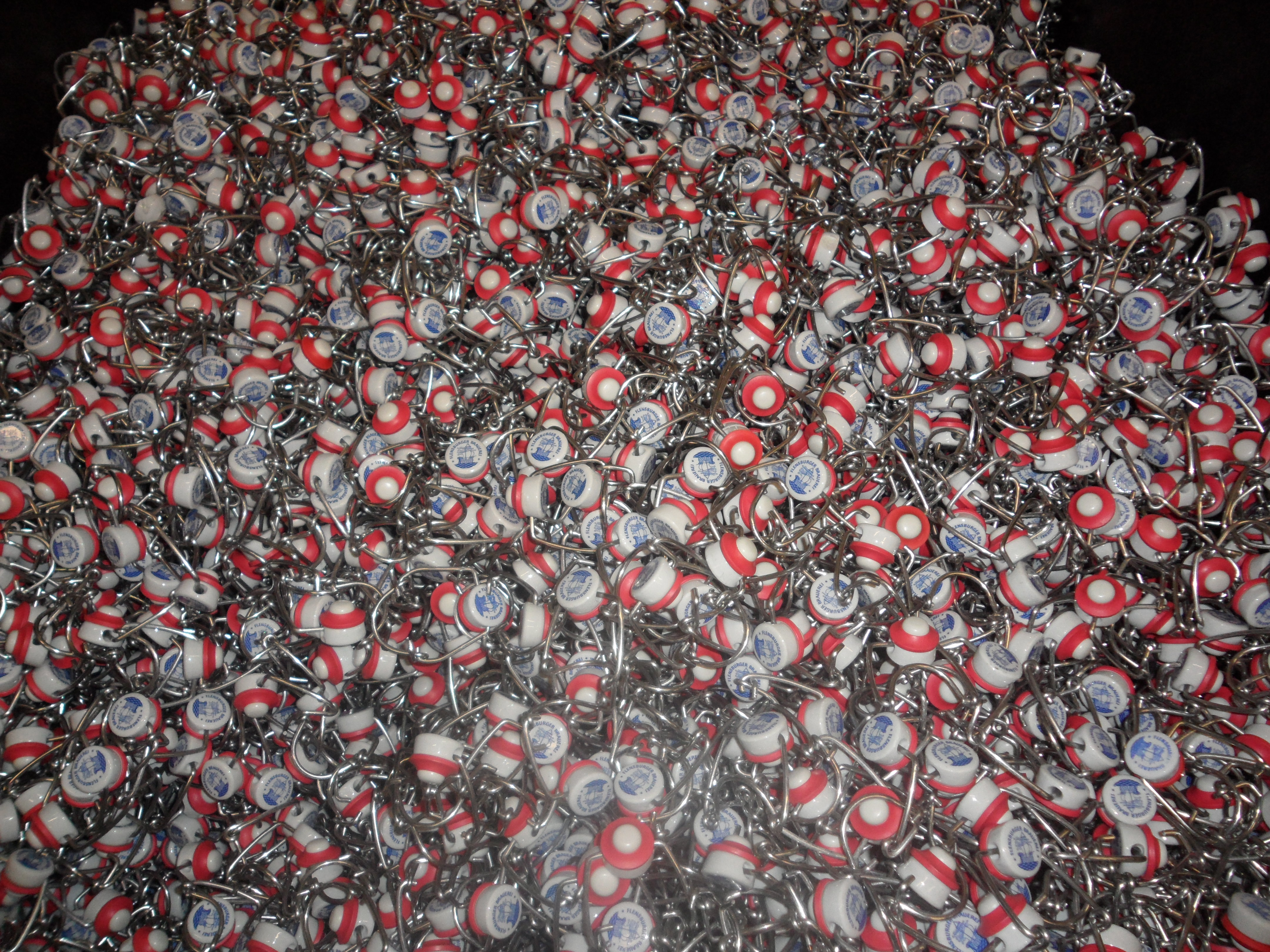
Kiste voller Bügelverschlüsse

1877 ließ sich der aus Magdeburg stammende Hermann Grauel den Klappdeckelverschluss patentieren. Unter der Bezeichnung Seltersverschluss blieb er bis 1969 der vorherrschende Verschluss für Mineralwasser. Neunzehn Jahre später erfolgte nochmals eine ähnliche Erfindung.
Der Sachse Otto Kirchhof aus Burgstädt verbesserte den mittig auf dem Flaschenkopf sitzenden Bügelverschluss, indem er ihn an den Flaschenhals setzte, ein Gelenk an der gegenüberliegenden Seite anbrachte und die bisher übliche runde Form des Verschlusses in einen länglichen Kopf mit „Nase“ änderte. 1896 ließ er sich diesen Verschluss, der auch heute noch für Konserven und Einmachgläser Verwendung findet, als Gebrauchsmuster eintragen.

„Gebrauchsmuster Eintragung: Classe 64.61442 Flaschverschluß aus Draht mit einem eine Nase des Stopfens mittels Hebel abwärtsziehender Bügel am Flaschenhals und einer mit letzterem den Stopfen verbindenden, gelenkartigen Schleife.“

### Clip-Bügelverschluss
Um neben anderem auch angebrochene Wein- oder Essigflaschen mit einem Bügelverschluss zu verschließen, wurde der Clip-Bügelverschluss zum Aufstecken entwickelt.

## Nachteile
Der „traditionelle“ Bügelverschluss hat gegenüber Schraubverschluss oder Kronkorken einige Nachteile. Die Dichtgummis werden auf dem Porzellankopf sitzend mit der Mehrwegflasche gewaschen. Schmutz zwischen Dichtung und Porzellankopf kann dabei nur unzureichend entfernt werden. Falls sich in der Flasche Fremdstoffe befinden, kann das Aroma auf den Gummi übergehen und dort auch die Reinigung überstehen. Beim Waschen kann der Verschluss vor der Flaschenmündung sitzen, sodass die Flasche unzureichend gereinigt wird. Die Dichtheit ist deutlich schlechter als bei anderen Verschlüssen. Die Verschließer sind komplexe Maschinen, und die Flaschen werden diesen auf offenen Transportbahnen zugeführt.
Inzwischen wurden durch technische Weiterentwicklung alte Schwachpunkte von Bügelverschlüssen behoben. So wird unter anderem automatisch der Geruch in der Flasche analysiert und auffällige Flaschen werden aussortiert. Weiterhin werden zunehmend Kunststoff- statt Porzellanköpfe verwendet, mit denen die Dichtungsringe durch Verschweißen fest verbunden werden. Eine Senkung der Produktionskosten, die erleichterte Reinigung und verbesserte Dichtheit sind das Ergebnis.

## Rückkehr des Bügelverschlusses
Durch diese technologischen Änderungen erlebt die Bügelflasche seit den 1980er Jahren ihre Rückkehr. Nicht zuletzt durch den Werner-Comic erlangte das „Ploppgeräusch“ beim Öffnen des „Bölkstoffs“ (des Biers) Kultstatus. Jedoch genießen Bierflaschen mit Bügelverschluss nicht nur aus Nostalgiegründen und wegen des charakteristischen Geräuschs beim Öffnen steigende Beliebtheit. Die Möglichkeit, die Flasche wieder zu schließen und das Bier dadurch, anders als beim Kronkorken, frisch zu halten, wurde als Vorteil wiederentdeckt. Auch PET-Flaschen und Aluminiumflaschen mit Bügelverschluss sind im Handel. Eine Alternative sind Schraubverschlüsse mit verbundenem Deckel, sogenannte Tethered caps.
Insbesondere kleinere Bierbrauereien zielen mit der Abfüllung von speziellen Bieren, wie Bockbier oder Porter, in oft ausgefallenen Bügelflaschen auf Bierfreunde und Sammler, sodass zumindest in Deutschland seit Beginn des 21. Jahrhunderts die Anzahl der Biersorten mit Bügelverschluss gestiegen ist.
Mit einem Marktanteil von 16,7 % in Deutschland ist die Flensburger Brauerei bei Bügelverschlussflaschen besonders vertreten. Sie erhielt für die Innovation des Bügelverschlusses eine öffentliche Förderung durch das Land Schleswig-Holstein, wobei das Öffnungsgeräusch des „Plopp“ als verkaufsfördernd genutzt wurde. Lange Zeit war sie der einzige größere Anbieter dieser Verschlussart; in den letzten Jahren haben andere Marken an Marktanteil gewonnen. Die Flensburger Brauerei lizenzierte den Verschluss ebenso wie die Brauerei Karl Hintz, ihre schleswig-holsteinische Mitbewerberin aus Dithmarschen. Die spezielle Bedeutung des Bügels bei der Vermarktung spiegelt sich sowohl in der Hervorhebung des typischen Ploppgeräusches im Marketing der Flensburger Brauerei wie auch darin, dass das Dithmarscher der Brauerei Karl Hintz vor allem als Beugelbuddelbeer (Bügelflaschenbier) beworben wird.

## Weitere Anwendungen
Bügelverschlüsse werden nicht nur bei Bierflaschen verwendet. Bei der Abfüllung von Mineralwasser, Brause und anderen Getränken bzw. Lebensmitteln, wie Honig oder Eingemachtem, kommen Bügelverschlüsse ebenfalls zum Einsatz. In modifizierter, ggf. stabilerer Ausführung dienen sie u. a. dem Verschließen von Benzinkanistern und Leitungsanschlüssen für Flüssigkeiten oder Gase.

Verschiedene Bügelverschlüsse
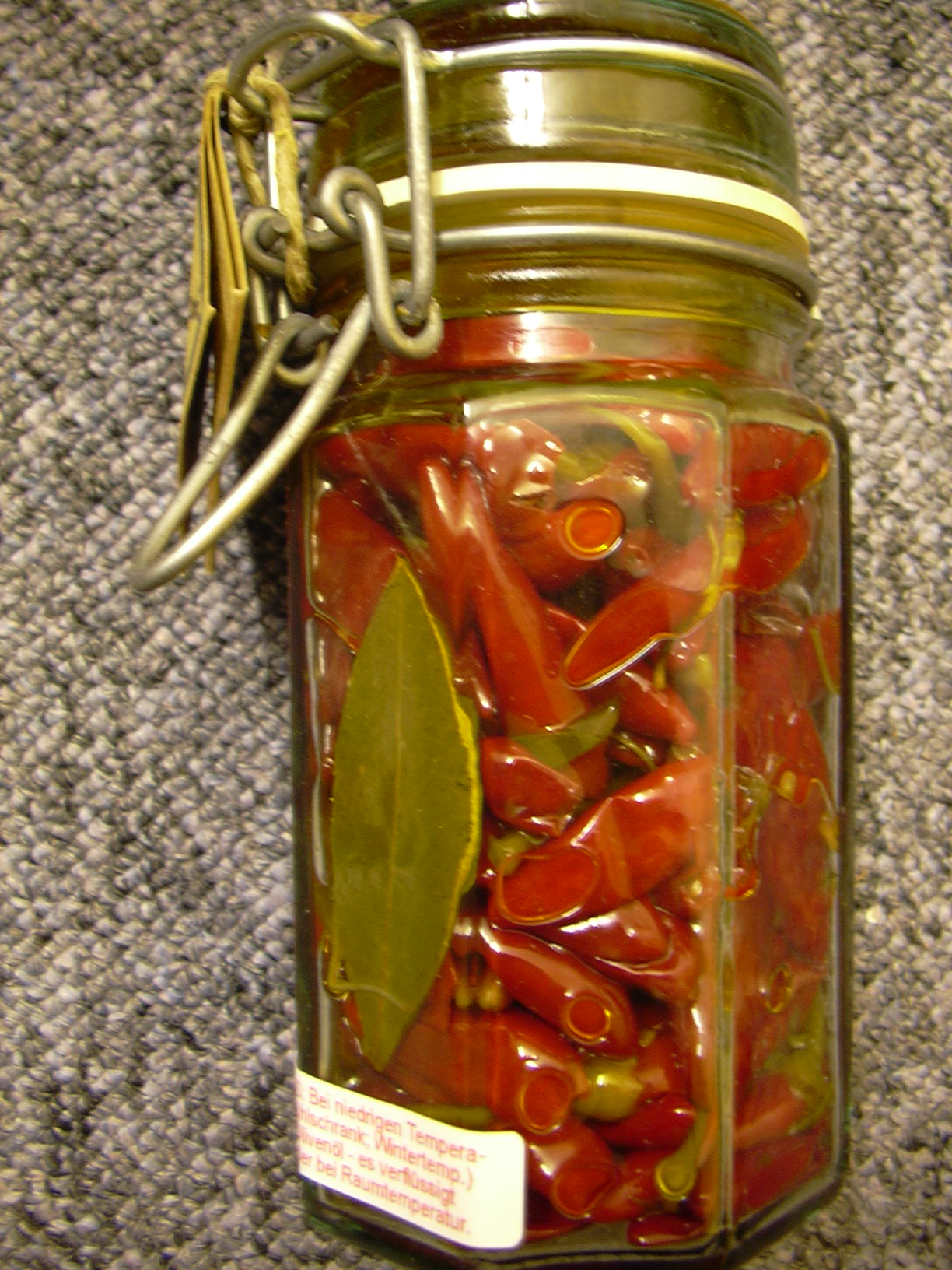
Einmachglas mit Bügelverschluss
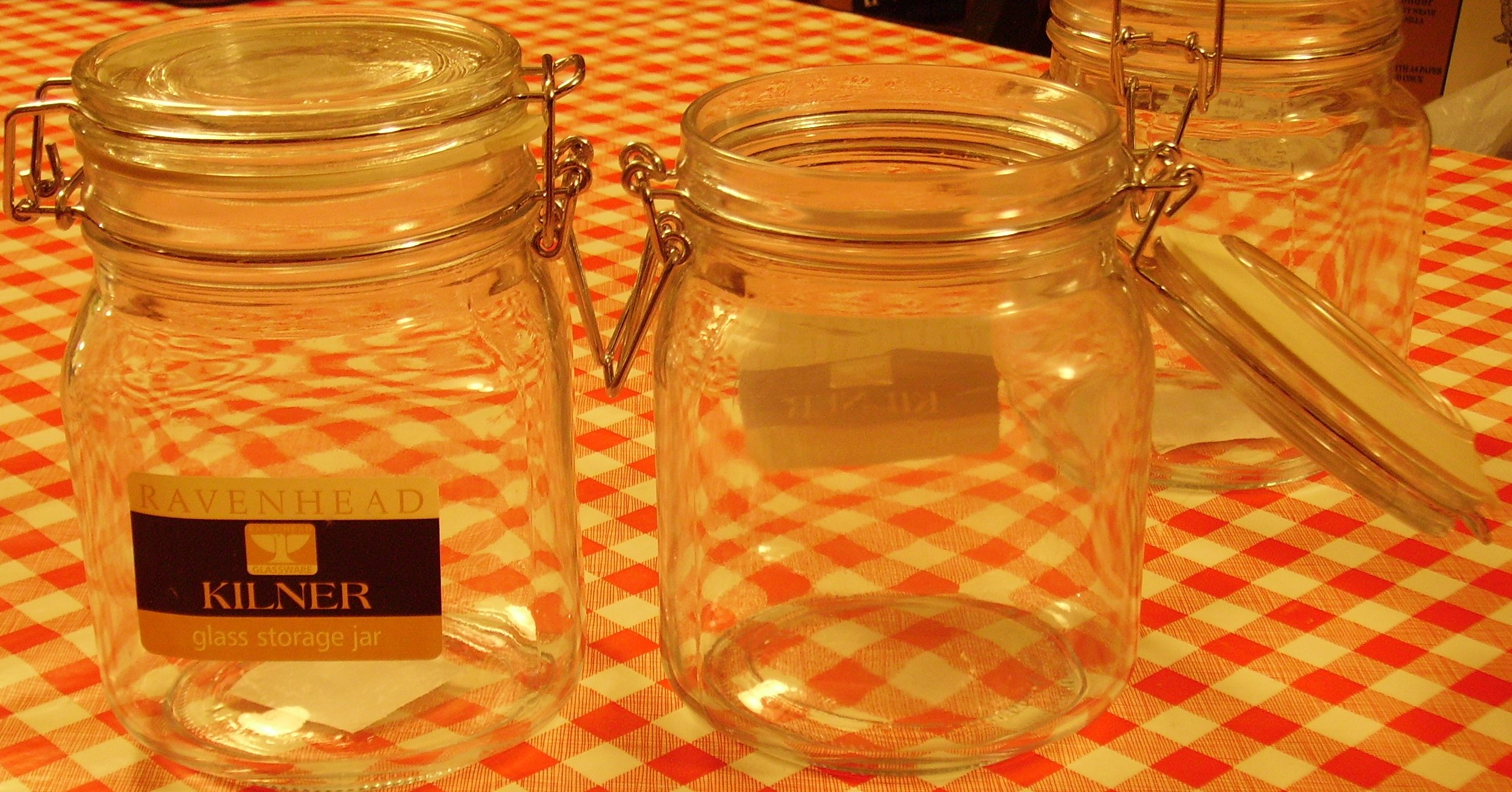
Einmachglas geschlossen und geöffnet
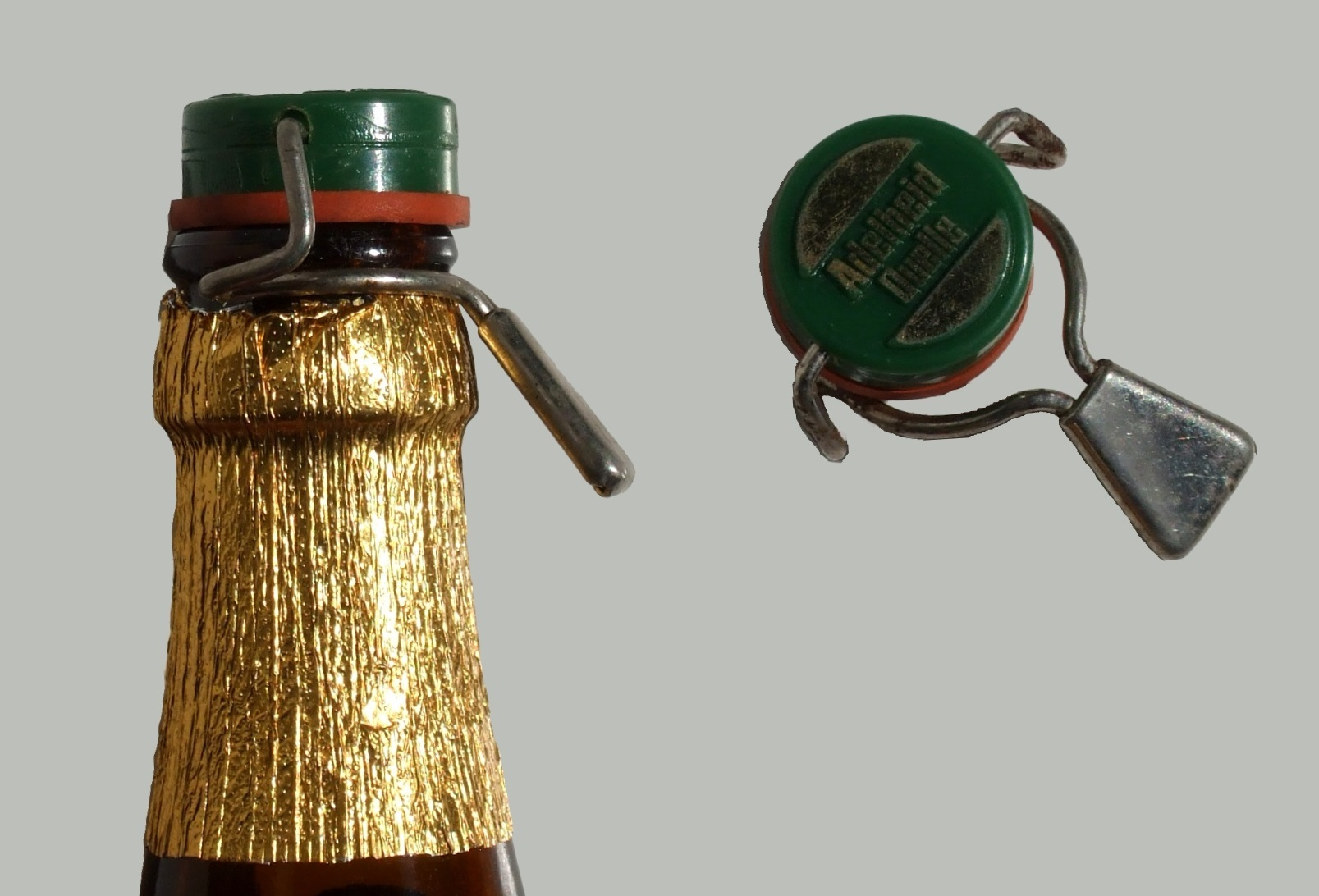
Frischeverschluss mit Drahtbügel für Kronkorkenflaschen
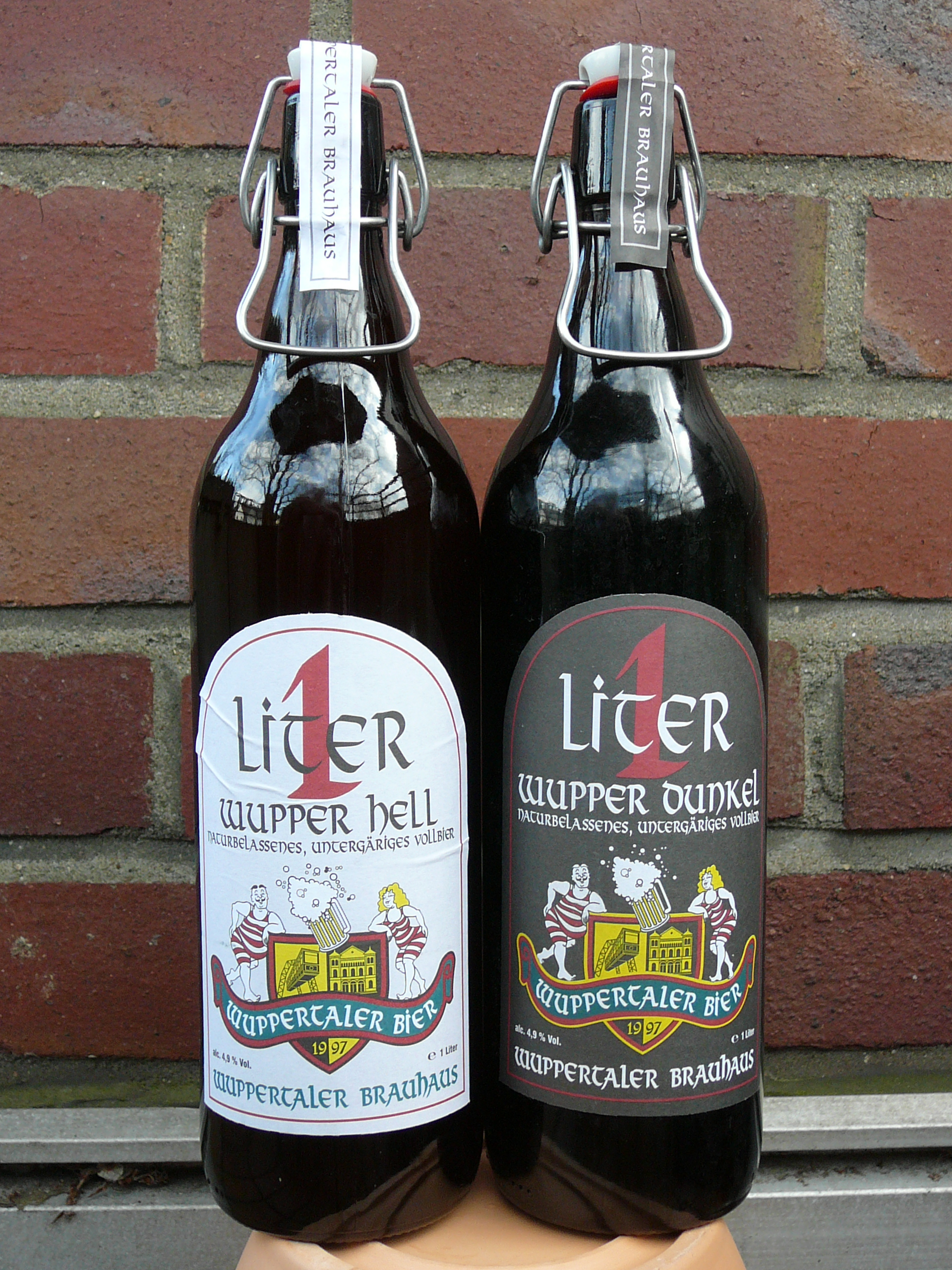
Breite Wuppertaler Bügel
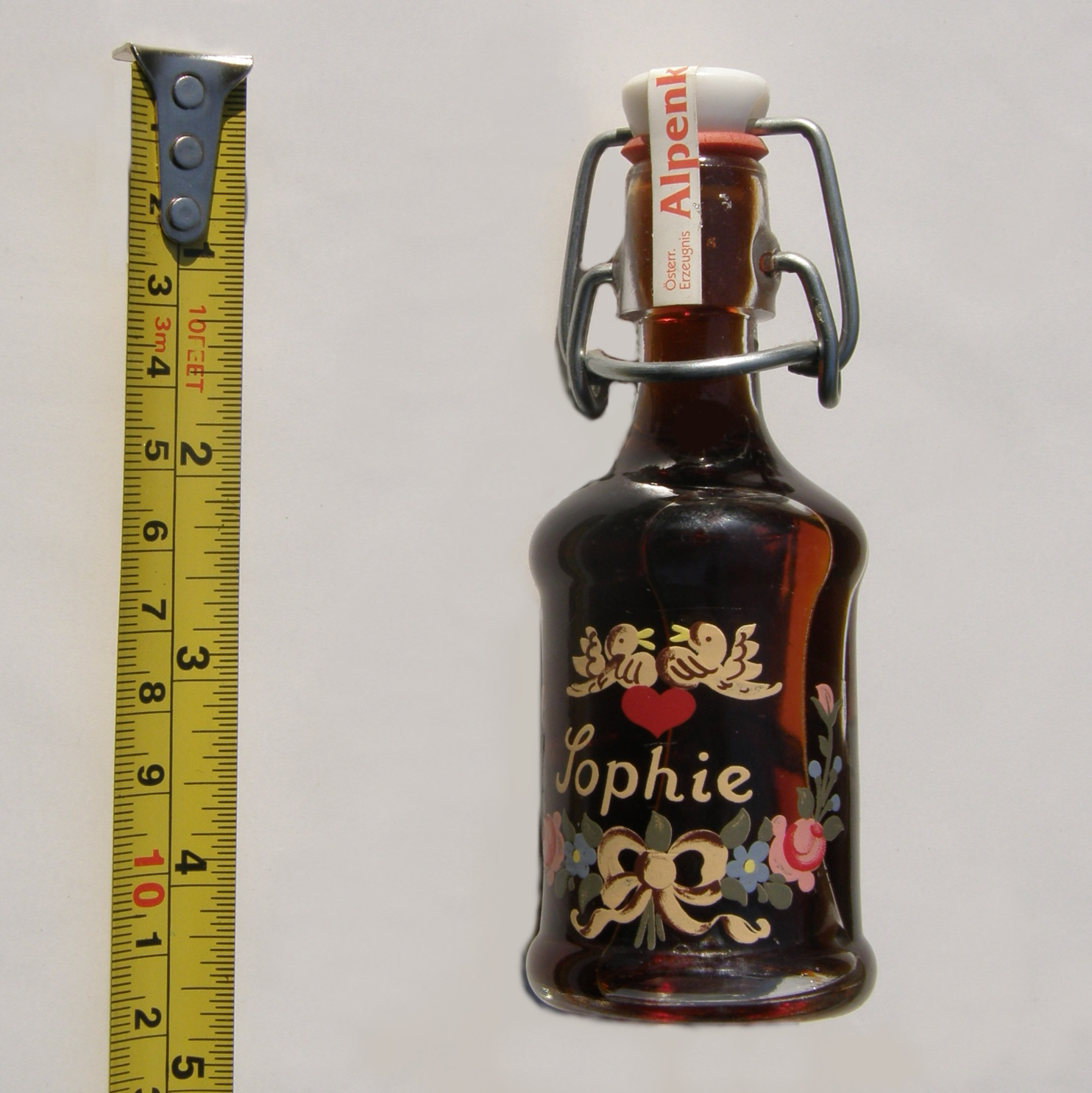
Miniflasche mit Kräuterschnaps (Österreich)
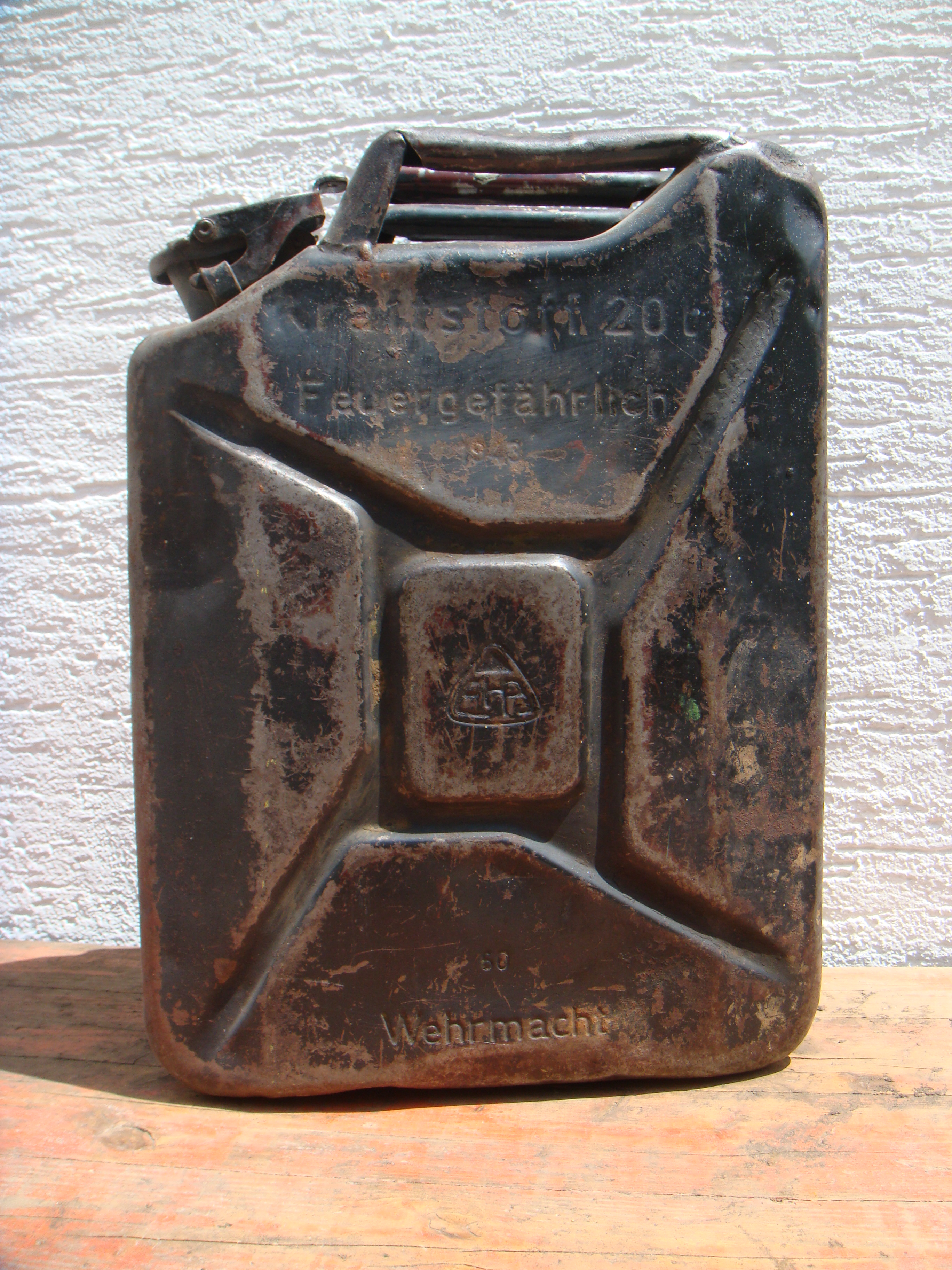
Wehrmacht-Einheitskanister mit Bügelverschluss
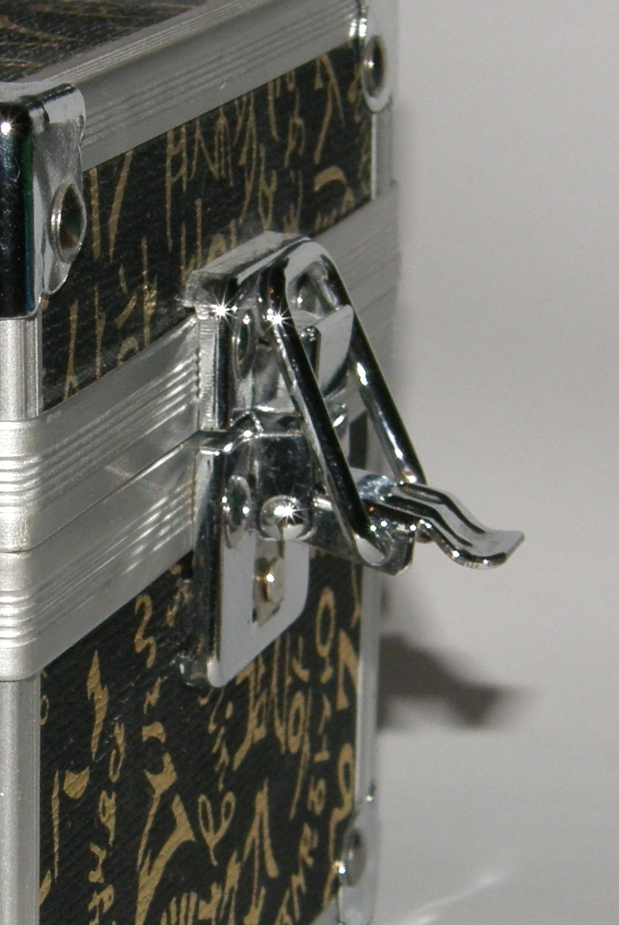
Schminkköfferchen mit Bügelverschluss
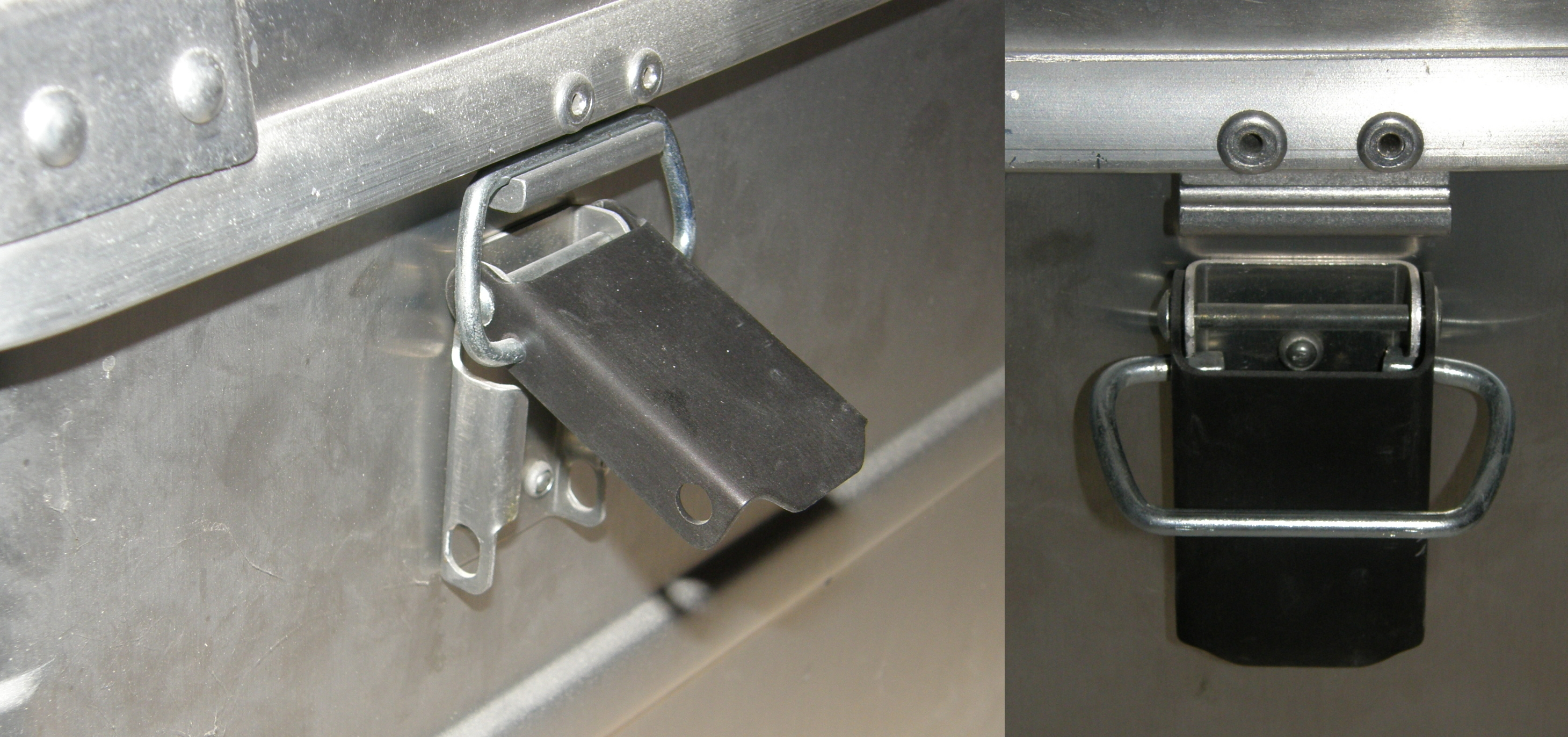
Bügelverschluss nach dem gleichen Kniehebelprinzip an einer Transportkiste
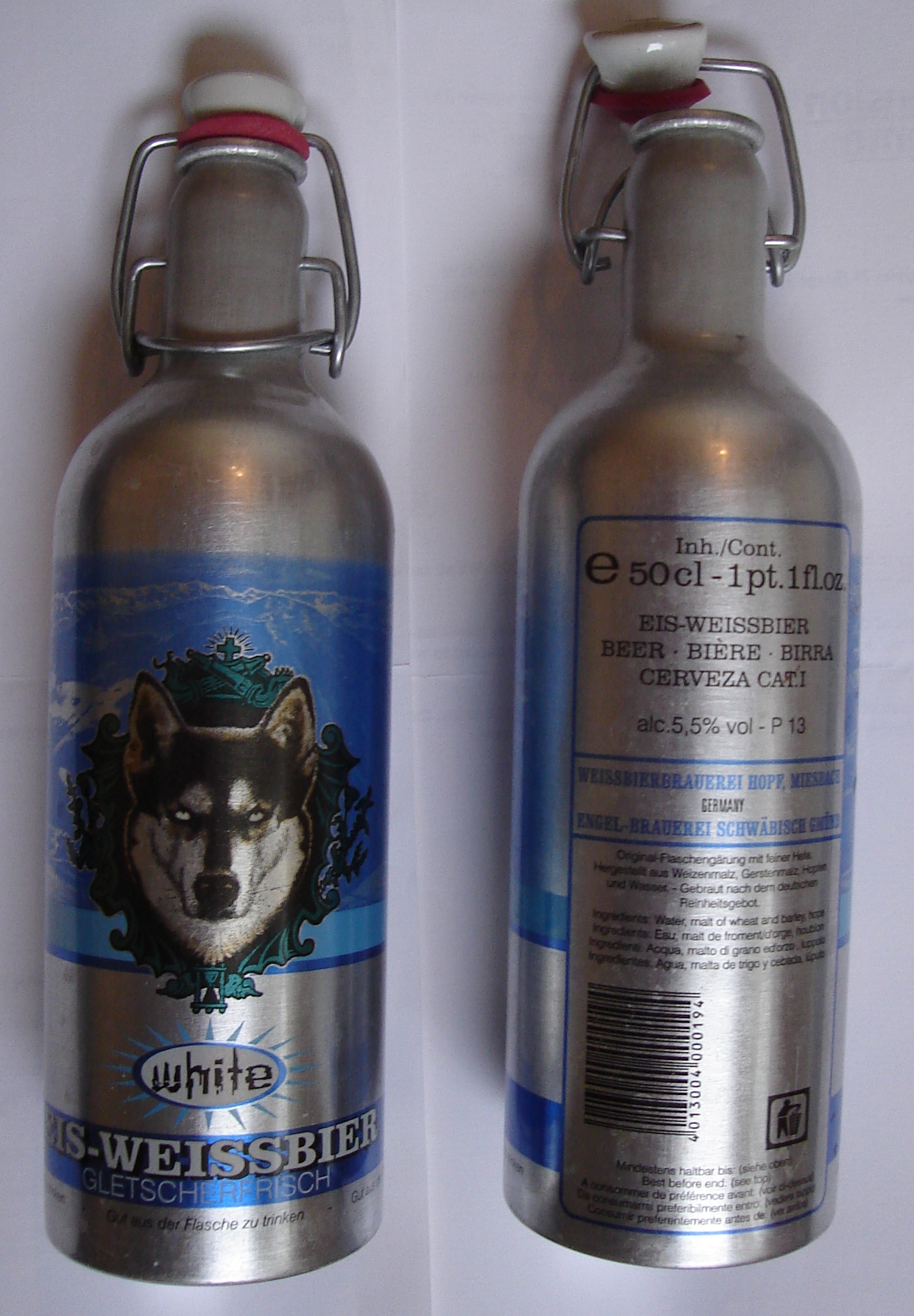
Aluminiumflasche mit Bügelverschluss
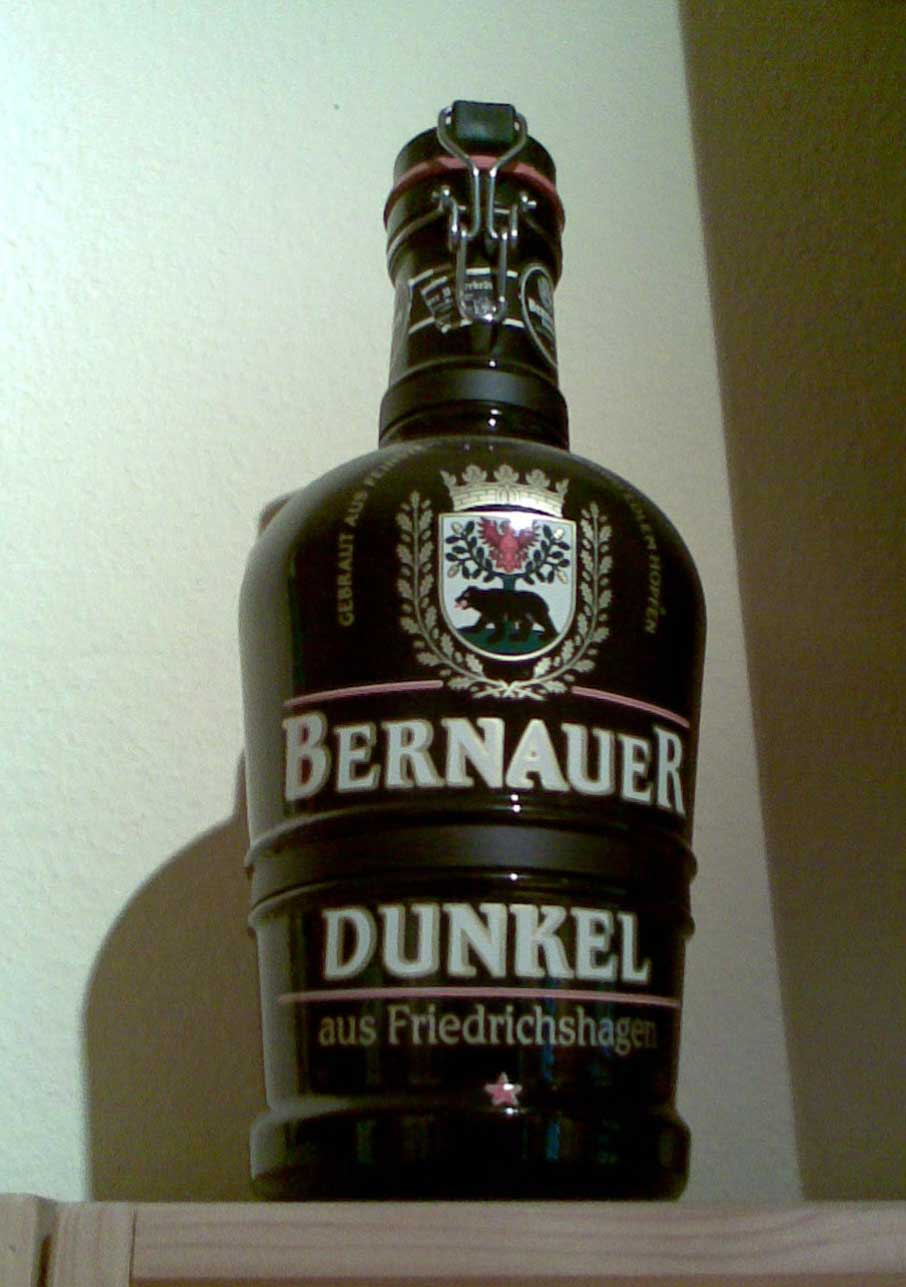
Großbierflasche (Biersiphon) mit Klappverschluss nach Otto Kirchhof